# Anderson Hernández
Pour les articles homonymes, voir Hernández.
Anderson Mejia Hernández, né le 30 octobre 1982 à Saint-Domingue en République dominicaine, est un joueur dominicain de baseball évoluant dans la Ligue majeure de baseball avec les Chunichi Dragons. 

## Carrière
Après des études secondaires au Don Jose F. Alegria de Saint-Domingue en République dominicaine, Anderson Hernández est recruté le 23 avril 2001 par les Tigers de Détroit comme agent libre amateur. 
Encore joueur de Ligues mineures, Hernández est échangé aux Mets de New York le 5 janvier 2005 en retour de Vance Wilson. Il fait ses débuts en Ligue majeure sous l'uniforme des Mets le 18 septembre 2005.
Anderson Hernández est transféré chez les Nationals de Washington le 17 août 2008 afin de compléter un échange impliquant notamment Luis Ayala. Il reste moins d'un an à Washington et retrouve le Mets à partir du 6 août 2009, à la suite d'un nouvel échange de joueurs. 
Mis en ballottage, son contrat est réclamé par les Indians de Cleveland le 17 mars 2010. Hernández passe chez les Astros le 21 juillet 2010 après seulement 22 matchs joués pour Cleveland. Il dispute 32 rencontres avec Houston et termine la saison 2010 avec une moyenne au bâton de ,220 en 54 matchs.
Il passe toute l'année 2011 avec Oklahoma City, le club-école des Astros dans la Ligue de la côte du Pacifique, où il frappe pour ,300 en 136 matchs avec 52 points produits et 21 buts volés. Le 21 décembre 2011, il signe un contrat des ligues mineures avec les Pirates de Pittsburgh. 

## Statistiques
| Saison | Équipe     | G   | AB  | R  | H   | 2B | 3B | HR | RBI | SB | BA    |
| ------ | ---------- | --- | --- | -- | --- | -- | -- | -- | --- | -- | ----- |
| 2005   | NY Mets    | 6   | 18  | 1  | 1   | 0  | 0  | 0  | 0   | 0  | 0,056 |
| 2006   | NY Mets    | 25  | 66  | 4  | 10  | 1  | 1  | 1  | 3   | 0  | 0,152 |
| 2007   | NY Mets    | 4   | 3   | 1  | 1   | 0  | 0  | 0  | 0   | 0  | 0,333 |
| 2008   | Washington | 28  | 81  | 11 | 27  | 4  | 0  | 0  | 17  | 0  | 0,333 |
| 2009   | Washington | 77  | 231 | 25 | 58  | 9  | 2  | 1  | 23  | 5  | 0,251 |
| 2009   | NY Mets    | 46  | 135 | 14 | 34  | 6  | 2  | 2  | 14  | 2  | 0,252 |
| 2010   | Cleveland  | 22  | 61  | 6  | 15  | 0  | 0  | 2  | 2   | 1  | 0,246 |
| 2010   | Houston    | 32  | 48  | 7  | 9   | 0  | 0  | 1  | 1   | 2  | 0,188 |
| Totaux | Totaux     | 240 | 643 | 69 | 155 | 25 | 5  | 4  | 60  | 10 | 0,241 |

| Saison | Équipe  | G | AB | R | H | 2B | 3B | HR | RBI | SB | BA    |
| ------ | ------- | - | -- | - | - | -- | -- | -- | --- | -- | ----- |
| 2006   | NY Mets | 2 | 1  | 0 | 0 | 0  | 0  | 0  | 0   | 0  | 0,000 |
| Totaux | Totaux  | 2 | 1  | 0 | 0 | 0  | 0  | 0  | 0   | 0  | 0,000 |

Note : G = Matches joués ; AB = Passages au bâton; R = Points ; H = Coups sûrs ; 2B = Doubles ; 3B = Triples ; 
HR = Coup de circuit ; RBI = Points produits ; SB = Buts volés ; BA = Moyenne au bâton.